# Пињол
Пињол (лат. Pinus pinea) је зимзелени четинар из рода борова (Pinus). Име је врста добила по називу за њено јестиво семе. Друга имена ове врсте су пинија или пињ.

## Распрострањеност
Пињол је изразито медитеранска врста. Од природе расте у областима око Средоземног мора, од Португалије до Турске и Либана. Изузетно се пење у планине, до око 1000 м н.в. у западном Средоземљу, северној Африци и на Канарским острвима.

### Пињол у Србији
Насупрот опште увреженом мишљењу да пињол расте искључиво у областима са изразито медитеранском климом, у Смедеревској Паланци констатовано је постојање три стабла овог изузетног бора. Стабла расту у једном приватном дворишту. Једно је старо 22, а друга два 30 година и као младице су донета из Пуле, која се такође налази ван њиховог природног ареала. Мањих су димензија у односу на типичне представнике, али витална и без обољења. Плодоношење је забележено код два старија стабла, што је у границама нормале, обзиром да пињол почиње да плодоноси око 20-е године. Положај им је такав да су са северне и источне стране заклоњена објектима, док су са јужне и западне стране изложена сунцу. После испитивања стручњаци са Шумарског факултета у Београду дошли су до закључка да би шире гајење пињола у Србији било сасвим могуће, првенствено у декоративне сврхе.

## Изглед
Пињол расте до 25 м висине, са пречником дебла до 1,5 м. Коренов систем је дубок, веома разгранат, без жиле срчанице. Крошња је кишобранаста, доње гране су хоризонтално отклоњене, док су горње нешто усправљене. Кора старијих стабала црвенкастосмеђа или сивосмеђа, дубоко уздужно испуцала, 2–10 cm дебела. Љуспа се у великим, танким љуспама. Избојци танки, тамно сивозелени до жутосмеђи, голи.
Пупољци су ушиљени, јајасти, 6–12 mm дуги, без смоле. Четине по 2 у рукавцу (двоигличасти борови), 10–15 cm дуге, 1,5–2 mm широке, круте, одстојеће, светлозелене, на младим биљкама плавичастозелене, смолни канали до епидермиса. Рукавац дуг 10–12 mm. Четине отпадају после 2-3 године.
Пињол је једнодома врста. Цвета од априла до јуна. Женски цветови - шишарке се јављају на врховима избојака. У 1. години нарасту до величине ораха, у 2. години до величине јајета, а у 3. сазревају. Зреле шишарке су округласто јајастог облика, 8–15 cm дуге, до 10 cm широке. На грани седеће, без петељки, стоје усправно, симетричне. Фертилне љуске дебеле, с доње стране црносмеђе. Апофиза велика и из њених углова иду ребра до тупе грбице. Зреле шишарке отварају се у пролеће друге године по зрењу и остају на гранама 2-3 године.
Семе - пињол је крупно, дуго 1,5–2 cm, дебело до 1 cm, смеђе, јестиво. Криоце 3–20 mm дуго. Котиледони су до 6 cm дуги, а има их најчешће 12. Размножава се семеном. У почетку расте брзо, али касније губи брзину у порасту. Може доживети старост до 250 година.
- Кора
- Млади избојци
- Четине, младе и зреле
- Мушки цветови
- Зелена шишарка
- Зрела, затворена шишарка
- Отворена шишарка са семеном
- Семе

## Станиште
Пињол је анемофилна, хелиофилна и ксерофилна врста, врло осетљива на ниске температуре. Не подноси температуре ниже од -10 °C које трају дужи временски период, јер тада страдају младе четине и пупољци. Најбоље успева на силикатно-песковитом тлу, али подноси и земљишта са кречњачком подлогом - смеђа приморска земљишта и црвенице. Може успевати тамо где успева и алепски бор (Pinus halepensis), али је осетљив на посолицу. Расте појединачно или у мањим састојинама.

## Употреба
Због скромних захтва према земљишту и способности стварања богатог хумусног слоја, затим јаког корена и широке крошње који штите тло од ерозије, пињол је мелиоративна врста еумедитеранске и стеномедитеранске зоне. Уз то, високо подигнута крошња смањује опасност од пожара крошње и комбинованих пожара, који су чест узрок пропадања шума на Медитерану, па се препоручује за пошумљавање, у комбинацији с алепским бором и обичним чемпресом.
Дрво пињола има светлу жутоцрвенкасту бељику, жутоцрвенкасту срж и грубе је структуре. Средње је тешко и употребљава се у грађевинарству, столарству и сл.
Смола се користи у индустрији боја и лакова, масти, као и у фармацеутској индустрији. Терпентин добијен из смоле добар је диуретик, антисептик, рубифацијент (побољшава циркулацију) и антипаразитик за унутрашње паразите. У облику парне и водене купке користан је лек код реуме, болести бубрега, крви, респираторних органа, као и код оштећења коже и слузокоже, где се примењује у облику фластера, крема, инахалатора и тд.
Четине се могу користити за малчирање у парковима и вртовима, а богате су и етеричним уљима. Једно од својстава је и хербицидно деловање на коров.
Шишарке се користе као био гориво, а због занимљивог изгледа у Турској се користе у традиционалној уметности и старим занатима.

### Пињол у кулинарству и медицини
Због вишеструке користи пињол је врло цењена врста на подручју целог Медитерана, а у неким земљама убраја се међу главне привредне врсте, првенствено због производње семена које се користи у гастрономији као зачин, али и у медицини јер има и лековита својства. Богато је храњивим материјама, антиоксидансима (минералима) и влакнима. Највише су заступљене масти - 48%, висок је удео протеина - 34%, док најмање има угљених хидрата. Од минерала у пињоли садрже калијум, фосфор и магнезијум, а у мањим количинама има и калцијума, гвожђа, мангана, цинка и бакра. Укус семена је пријатан, са благим, смоластим мирисом на терпентин. На повишеним температурама овај мирис се губи. Семе пињола може се јести сирово, попут другог коштуњавог воћа. Као зачин се додаје јелима од меса, посебно дивљачи, као и различитим слаткишима. Из семена се добија и јестиво уље богато линолеинском киселином, па се сматра да повољно делује код атеросклерозе. У медицини се користи и код регулације крвног притиска, чира на желуцу и контроле телесне тежине.
Семе (пињоли или пињули) се прикупља од новембра. У трговине долази обично већ ољуштено. Шпанија, као највећи произвођач, годишње произведе 6.250 т семена пињола, што представља 40-60% укупне светске производње. Семе пињола је веома цењено и његова цена тако висока да се узгаја и у другим деловима света. Захваљујући клими врло сличној медитеранској, ова врста добро успева, на пример, на Новом Зеланду. Осим семена лековити су и други делови биљке.
Као и код неких других борова и код пињола су јестиви и млади пупољци и мушке шишарке, али је због висине до њих тешко допрети.

## Значај у озелењавању
Пињол је величанствено дрво. Због свог лепог изгледа често се сади на зеленим површинама урбаних зона као декоративна врста, нарочито у медитеранском подручју. Успева и као бонсаи. Не сме се пресађивати огољеног корења.

### Култивари
Пињол је врло стабилна врста која се тешко укршта са осталим боровима. У хортикултури се најчешће примјењују култивари P. pinea ’Correvoniana’ - патуљасти облик и P. pinea ’Fragilis’ - култивисани облик који има танку семену љуску.